# 環式有機化合物
環式有機化合物（かんしきゆうきかごうぶつ、cyclic organic compounds）とは炭素骨格を基本とした環状構造を有する有機化合物の総称である。一般には、鎖式有機化合物と対比する際に用いられ、鎖状の置換基を持つ環式化合物も含めて環式有機化合物とするのが普通である。環式有機化合物は天然産物、人工物を問わず多種広範囲に分布する。
環式有機化合物発見に関して最も有名なのはベンゼン環構造にまつわる、いわゆる「ケクレの夢」と称されるエピソードがある（記事 ベンゼンに詳しい）。

## 種類
環式有機化合物は色々な観点で分類されるが、代表的な分類を次に挙げる。
1. 構造のトポロジーによる分類
  - 単環化合物 - 単一の環構造を持つ化合物。
（例）シクロヘキサン・ベンゼン 
  - 縮合環化合物 - 二つの単環化合物がそれぞれ単位ごとに1対1で辺を共有する構造の化合物。
（例）ナフタレン
  - 架橋化合物 - 1つの単環構造に置換基の直鎖構造部分の両端が結合した化合物の内、1辺の両端結合した構造（すなわち縮合環化合物）を除外したグループ。
（例）樟脳（カンファー）・アダマンタン　
・スピロ化合物 - スピラン（spirane）とも呼ばれ、1つの炭素原子を共有して2つの環状化合物結合している化合物。すなわち二つの環は頂点でのみ接している。共有されている原子をスピロ原子と呼ぶ。
2. 環構造を構成する元素による分類
  - 　炭素環化合物 - 炭素のみから構成される環構造を持つ化合物
（例）シクロヘキサン・ベンゼン
  - 　複素環化合物 - 炭素とそれ以外の元素との両者から構成される環構造を持つ化合物
（例）ラクトン・ピリジン
3. 環の大きさによる分類
  - N員環化合物
環式有機化合物において単環の大きさをしめす用語としてN員環（Nいんかん、N member ring; Nに自然数が置かれる）が用いられる。
（例）5員環化合物 - シクロペンタン、フラン、チオフェンなど
  - 大環状化合物
（例）ポルフィリン

これらの分類の名称は他の分類と複合してグループされ、その際には分類名を列挙したものがグループの名称として使用される（とくに列挙する順番に決まりは無い）。
環式化合物 ＋ 不飽和化合物 = 環式不飽和化合物
不飽和化合物 ＋ 環式化合物 = 不飽和環式化合物
複素環化合物 + 芳香族化合物（芳香環化合物）= 複素芳香環化合物

## 命名法
環式有機化合物の命名は、IUPAC命名法に従う。一方、IUPAC命名法が制定される以前から知られている化合物も多いことと、また環式有機化合物のIUPAC系統名は複雑になる傾向があるので、慣用名を持つ環式有機化合物は慣用名で呼ばれることが多い。

## 性質
環式有機化合物では、環状構造を取る為に立体配座の自由度が低減する。おおよそ10員環以下の環式有機化合物では、立体障害により特定の立体配座に規定されたり、物性や反応性に影響を及ぼすことが多い。逆に鎖状化合物では、自由度が大きいために立体障害の効果を逃れた配座の分子が優先的に反応することで見かけ上、立体障害の効果が見られないか減弱する場合も多い。
例を挙げるならば、シクロヘキサンは、いす型配座 (chair conformation) ないしは舟型配座 (boat conformation) を好んでとるが、隣接置換基の空間位置（アキシアル位、エカトリアル位）と立体障害の兼ね合いで、一方の立体配座が優先することで、環上官能基の反応性が変化する場合も多い。
立体配座あるいは立体障害に由来する化合物の物性・反応性に関しては、記事　立体化学に詳しい。